# Walczące Młode Orły
Walczące Młode Orły – polska, antykomunistyczna podziemna organizacja młodzieżowa działająca na terenie powiatu głubczyckiego (wsie Bogdanowice i Nowa Wieś Głubczycka) w okresie od 1954 do lutego 1955.

## Historia
Dowódcą organizacji był Stanisław Wyskwarski pseudonim Kmicic. Organizacja powstała w Bogdanowicach z inicjatywy Wyskwarskiego, a także innych uczniów Technikum Mechanicznego w Raciborzu: Józefa Konopackiego i Tadeusza Bartoszewskiego. Wszyscy oni byli członkami ZMP. Wyskwarski sporządził deklarację programową organizacji, w której zapisano jako cele walkę z komunistami, rusyfikacją i spółdzielczością produkcyjną. Członkowie rozlepiali ulotki wzywające do usuwania komunistów z Polski, korzystając m.in. z materiałów nadesłanych i zebranych w ramach akcji balonowej Radia Wolna Europa. Wypisywano też hasła, np. Precz z komunistami. Wszyscy członkowie organizacji zostali aresztowani 24 lutego 1955, po denuncjacji byłego ubeka z Głubczyc, który zabrał z lady sklepu PSS Społem nr 17 w Głubczycach pozostawione tam przez roztargnienie dokumenty Wyskwarskiego wraz z notesem zawierającym nazwę organizacji, deklarację i nazwiska członków. 24 marca 1955 Sąd dla Nieletnich w Opolu (sesja wyjazdowa w Głubczycach) skazał członków organizacji na umieszczenie w zakładzie poprawczym: Wyskwarskiego na trzy lata, Konopackiego na dwa lata, a Bartoszewskiego na rok. Sąd, z uwagi na młody wiek skazanych, po interwencji obrony, zawiesił wykonanie kary. Nadzór przekazano rodzicom i kuratorowi sądowemu.